# Michael Aizenman
Michael Aizenman (né le 28 août 1945 à Nijni Taguil, Russie) est un mathématicien américano-israélien et physicien à l'université de Princeton, travaillant dans les domaines de la physique mathématique, de la mécanique statistique, de l'analyse fonctionnelle et de la théorie des probabilités.
Les points saillants de ses travaux portent sur la trivialité d'une classe de théories quantiques scalaires des champs dans plus de quatre dimensions ; une description de la transition de phase dans le modèle d'Ising en trois dimensions et plus ; la netteté de la transition de phase dans la Théorie de la percolation ; une méthode pour l'étude de la localisation spectrale et dynamique des opérateurs de Schrödinger aléatoires ; et des idées concernant l'invariance conforme dans la percolation bidimensionnelle.

## Biographie
Aizenman est un Juif  Américain - Israélien né en Russie. Il est étudiant à l'université hébraïque de Jérusalem. Il obtient son doctorat en 1975 à l'université Yeshiva (Belfer Graduate School of Science), New York, avec le conseiller Joel Lebowitz. Après des nominations postdoctorales au Courant Institute of Mathematical Sciences de l'université de New York 1974-75) et à l'université de Princeton, 1975-1977), avec Elliott Lieb, il est nommé professeur adjoint à Princeton. En 1982, il part à l'université Rutgers en tant que professeur associé puis professeur titulaire. En 1987, il rejoint le Courant Institute et en 1990, il retourne à Princeton en tant que professeur de mathématiques et de physique. Il est plusieurs fois chercheur invité à l'Institute for Advanced Study, en 1984-1985, 1991-1992 et 1997-1998 et est régulièrement chercheur invité à l'Institut Weizmann des sciences.
Il reçoit le prix Norbert-Wiener (1990) de l'American Mathematical Society et du SIAM pour "sa contribution exceptionnelle de méthodes mathématiques originales et non perturbatives en mécanique statistique au moyen desquelles il a pu résoudre plusieurs problèmes importants ouverts depuis longtemps concernant les phénomènes critiques, les transitions de phase et la théorie quantique des champs ". Il reçoit la Médaille Brouwer (2002)  des mathématiques néerlandaises. Soc. et l'Académie royale néerlandaise des arts et des sciences, le Prix Dannie Heineman de physique mathématique (2010), de la Société américaine de physique et de l'AIP et le prix Henri-Poincaré (2018) de l'IAMP.
Aizenman reçoit des diplômes honorifiques (DHC) de l'université de Cergy-Pontoise (2009) et du Technion (2018), et est membre de l'Académie nationale des sciences (1997), de l'Académie américaine des arts et des sciences (2017) et de l'Academia Europaea (2016).
De 2001 à 2012, il est rédacteur en chef de Communications in Mathematical Physics.